# Montessaux
Montessaux är en kommun i departementet Haute-Saône i regionen Bourgogne-Franche-Comté i östra Frankrike. Kommunen ligger i kantonen Mélisey som tillhör arrondissementet Lure. År 2022 hade Montessaux 170 invånare.

## Befolkningsutveckling
Antalet invånare i kommunen Montessaux
| Referens: INSEE |